# 刘婷婷 (艺人)
婷婷（英文：Coka），生於廣東茂名，2010年移居香港，曾修讀化妝及美容課程。由臨時演員進入演藝圈。於2016年7月香港書展推岀寫真集《性感的味道》 。於2019年7月推出首支個人單曲《我的心裡只有你》。

## 演出電影
- 2016 《歡樂喜劇人》演美女賭客
- 2017 《香港蘭桂坊》演酒吧女
- 2017 《江湖三傻》演角色:處女
- 2017 《義本無情》演吳志雄(大B哥) 老婆
- 2017 《極闘4》演歌手楊峰 老婆
- 2017 《原谅他77次》演年轻版盧巧音 替身
- 2017 《非凡音樂劇》演酒樓經理
- 2017 《奪命追兇》演餐廳服務員
- 2017 《金袍拳王》演角色:飛鳳姐
- 2017 《極闘6》演角色:婷婷
- 2018 網絡大電影 《月光光，心慌慌》演女主角:萬貴菲
- 2018 《再見°女人街》演CID
- 2018 《100分女人》演余練練

- 其他演出：盲探、寒戰、激戰、寒戰II、天火、喵星人、拆彈專家、合唱團

## 綜藝節目
- 2017 深圳電視台娛樂生活頻道 《健身總動員》
- 2018 《The CEO's Kitchen董事厨房》

## 外部連結
- 劉婷婷 最新派台歌 《我的心裡只有你》
- 三心兩意！劉婷婷為新戲返上樓換衫 （页面存档备份，存于）
- 資金問題　劉婷婷山區電影拍唔成 （页面存档备份，存于）
- 爭做大胃王　劉婷婷灌6碗拉麵：想嘔 （页面存档备份，存于）
- 搜狐娛樂：劉婷婷出席《再見•女人街》開機儀式同吳卓羲演對手戲 （页面存档备份，存于）
- 網易娛樂：劉婷婷為網台擔任主持,與青年人探討時事話 （页面存档备份，存于）
- 網易娛樂：劉婷婷Coka赤柱拍MV 引外籍遊客圍觀合影 （页面存档备份，存于）
- 劉婷婷拍MV被抄牌 廖安迪做護花使者 （页面存档备份，存于）
- 劉婷婷狠心摑「老公」：我寧願自己畀人打 （页面存档备份，存于）
- 網易娛樂：劉婷婷 Coka浴盆拍古典美人寫真 （页面存档备份，存于）
- 孖劉婷婷着睡衣講股　梁寶怡透性感內衣
- （商報）林顯輝劉婷婷冀服務社區 （页面存档备份，存于）
- 劉婷婷生日派福袋 （页面存档备份，存于）
- 劉婷婷密密做 北上接Job勁賺「人仔」 （页面存档备份，存于）
- 自爆想隆胸！劉婷婷「僭建」晒線玩色誘 （页面存档备份，存于）
- 露膊露腰晒Body！劉婷婷自認貪靚 （页面存档备份，存于）
- 組合O.M.G兵分中港兩路上節目加商演 帶劉婷婷Coka 拍攝內地綜藝節目 （页面存档备份，存于）
- 劉婷婷Coka扮處女好尷尬
- 劉婷婷拍電影話喊就喊 （页面存档备份，存于）
- （堅訊）劉婷婷抱病上陣拍造型照
- 劉婷婷(Coka)抱病上陣拍攝造型照
- 劉婷婷收最好聖誕禮物返國內拍江湖電影《義本無情》演阿嫂
- 劉婷婷進軍影壇挑戰性感
- 寫真專訪劉婷婷Coka 展示性感的味道
- 【善心】鄭麗莎、羅頌欣、劉婷婷不怕嚴寒為山區貧童慈善籌款 （页面存档备份，存于）
- 孫佩儀素顏演骨妹 劉婷婷人妻命演楊峰老婆